# Карлос Еррера
Карлос Еррера-і-Луна (1856–1930) — гватемальський політик, президент країни з квітня 1920 до грудня 1921.
Був усунутий від посади в результаті перевороту на чолі з Хосе Марією Орельяною. Після цього вирушив у вигнання до Франції.